# Hildegard Schmahl
Hildegard Schmahl (* 6. Februar 1940 in Schlawe, Provinz Pommern) ist eine deutsche Theater- und Film-Schauspielerin.

## Leben und Werdegang
In Pommern gebürtig, wuchs sie nach der Vertreibung in Hamburg auf. Sie absolvierte ihre Schauspielausbildung von 1958 bis 1960 am Hamburgischen Schauspielstudio Frese.
In Hamburg erhielt sie am Deutschen Schauspielhaus ihr erstes Engagement. Ihre nächsten Bühnenstationen waren Braunschweig und Bern. 1967 spielte sie am Schauspielhaus Bochum das Gretchen in Faust I.
In der Saison 1969/70 verkörperte sie an den Staatlichen Schauspielbühnen Berlin die Emilia Galotti und die Minna von Barnhelm. Häufig unter der Regie ihres Ehemannes Niels-Peter Rudolph stellte sie in Berlin, Stuttgart und Hamburg zahlreiche Frauengestalten klassischer Theaterstücke dar. Ab 1987 arbeitete sie im Wiener Theater Der Kreis bei George Tabori an dessen Projekten mit. Dort spielte sie 1989 in seiner Shakespeare-Bearbeitung Lears Schatten den König Lear.
1990/91 wechselte sie an das Thalia Theater in Hamburg, wo sie mit Regisseuren wie Jürgen Flimm, Leander Haußmann, Stephan Kimmig, Yoshi Oida, Martin Kušej und Tomaž Pandur arbeitete. Mit Kušejs Inszenierung von Ödön von Horváths Geschichten aus dem Wiener Wald (1998) wurde sie zum Berliner Theatertreffen 1999 eingeladen. Ab der Spielzeit 2001/2002 war Hildegard Schmahl Mitglied im Ensemble der Münchner Kammerspiele. Hier stand sie in Produktionen von Andreas Kriegenburg, Thomas Ostermeier, Stefan Pucher, Johan Simons und Jossi Wieler auf der Bühne. 2021 gastierte sie erstmals bei den Salzburger Festspielen – in Wielers Inszenierung von Hugo von Hofmannsthals Schauspiel Das Bergwerk zu Falun. Sporadisch übernimmt sie auch Rollen im Fernsehen und im Film sowie bei Hörspielen.
Hildegard Schmahl lebt in Hamburg und ist mit dem Regisseur Niels-Peter Rudolph verheiratet, ihre Kinder sind die Regisseurin Hannah Rudolph und der Schauspieler Sebastian Rudolph.

## Werke

### Filmografie
- 1964: Komödie der Irrungen (TV)
- 1975: Am Wege (TV)
- 1975: Familienglück
- 1977: Fluchtweg nach Marseille (Sprecherin)
- 1978: Zwischen zwei Kriegen
- 1979: Letzte Liebe
- 1982: Das Beil von Wandsbek (TV)
- 1987: Warten auf Marie
- 1992: Hamburger Gift (TV)
- 1993: Der gute Merbach (TV)
- 1996: Punta grande
- 2001: Die Manns – Ein Jahrhundertroman (TV-Dreiteiler)
- 2001: Nirgendwo in Afrika
- 2003: Verkauftes Land (TV)
- 2004: Tatort: Märchenwald (TV-Reihe)
- 2007: Angsthasen (TV)
- 2009: Entführt (TV)
- 2010: Bergblut (TV)
- 2010: In aller Stille (TV)
- 2011: Ausgerechnet Sex! (TV)
- 2012: Tatort: Das Wunder von Wolbeck (TV-Reihe)
- 2013: Liebe am Fjord – Zwei Sommer
- 2013: Der Geschmack von Apfelkernen
- 2014: Alarm für Cobra 11 – Die Autobahnpolizei (TV-Serie, Folge 36x03)
- 2014: Altersglühen – Speed Dating für Senioren
- 2014: Coming In
- 2014: Agnieszka
- 2015: Das Dorf des Schweigens (Fernsehfilm)
- 2015: Hochzeitskönig (Fernsehfilm)
- 2016: Der Island-Krimi: Der Tote im Westfjord (Fernsehfilm)
- 2016: Der Island-Krimi: Tod der Elfenfrau (Fernsehfilm)
- 2016: Neben der Spur – Amnesie (TV)
- 2016: Am Abend aller Tage
- 2017: In Zeiten des abnehmenden Lichts
- 2018: Polizeiruf 110 – Für Janina
- 2018: Wir sind doch Schwestern
- 2018: Ostfriesenblut
- 2019: Donna Leon – Ewige Jugend
- 2019: Die Erben der Nacht (Heirs of the Night, Fernsehserie)
- 2020: Alte Bande  (Fernsehfilm)
- 2020: Die verlorene Tochter (Fernsehserie)
- 2020: Das Geheimnis des Totenwaldes (Fernsehfilm)
- 2021: Stralsund: Das Manifest
- 2021: Stralsund: Medusas Tod
- 2022: Der junge Häuptling Winnetou
- 2022: Mittagsstunde
- 2022: Unterm Apfelbaum – Panta Rhei – Alles im Fluss (Fernsehfilm)
- 2023: De stamhouder (niederländische Fernsehserie)
- 2024: Bettys Diagnose (Fernsehserie, Folge Ein neues Leben)

### Hörspiele (Auswahl)
- 1990: George Tabori: Masada – Ein Bericht; Regie: George Tabori (RIAS Berlin)
- 1991: George Tabori: Wie man glücklich wird, ohne sich zu verausgaben (Jokaste) – Regie: Jörg Jannings (Hörspiel – RIAS/SWF)
- 2011: Aischylos: Die Perser, Regie: Johan Simons/Katja Langenbach. Produktion: Bayerischer Rundfunk / Münchner Kammerspiele

### Theater (Auswahl)
- 1999: Geschichten aus dem Wiener Wald im Thalia Theater in Hamburg (Regie: Martin Kušej)
- 2000: Elektra im Thalia Theater in Hamburg (Regie: Elmar Goerden)

### Oper
- 2016: Mauerschau an der Bayerischen Staatsoper

## Auszeichnungen
- 1967: Förderpreis des Landes Nordrhein-Westfalen für den Bereich Bühne
- 2010: Hermine-Körner-Ring